# Thái Nguyên (provincie)
Thái Nguyên is een provincie van Vietnam. Thái Nguyên telt 1.046.163 inwoners op een oppervlakte van 3541 km². De hoofdstad van de provincie is Thái Nguyên.

## Districten
Thái Nguyên is onderverdeeld in twee steden (Thái Nguyên en Sông Công) en zeven districten:
- Đại Từ
- Định Hóa
- Đồng Hỷ
- Phổ Yên
- Phú Bình
- Phú Lương
- Võ Nhai